# Petra Rohrmann
Petra Rohrmann (* 30. Juli 1962 in Zella-Mehlis) ist eine ehemalige deutsche Skilangläuferin, welche einmal DDR-Meisterin in der Staffel wurde. Sie nahm 1984 für die Deutsche Demokratische Republik an den Olympischen Winterspielen teil und startete zu ihrer aktiven Zeit für den SC Motor Zella-Mehlis.

## Karriere
Bei den DDR-Skimeisterschaften 1979 konnte sie ihren einzigen DDR-Meistertitel gewinnen. In der 3-mal-5-Kilometer-Staffel gewann sie gemeinsam mit Marion Büchner und Veronika Hesse für den SC Motor Zella-Mehlis die Goldmedaille. Bis 1984 konnte sie noch insgesamt vier Silbermedaillen und eine Bronzemedaille gewinnen.
Im Jahr 1984 wurde sie vom Nationalen Olympischen Komitee der DDR für die Olympischen Winterspiele 1984 in Sarajevo nominiert wurden und wurde dort über die fünf, zehn und zwanzig Kilometer eingesetzt. In diesen Wettbewerben belegte sie die Plätze 18, 17 und 20. Zudem wurde sie in der DDR-Staffel eingesetzt und belegte in der Staffel gemeinsam mit Carola Anding, Ute Noack und Petra Voge den achten Platz.